# 小行星19243
小行星19243（19243 Bunting）是一颗绕太阳运转的小行星，为主小行星带小行星。该小行星于1994年2月10日发现。

## 轨道参数
小行星19243的轨道半长轴为2.3300784 UA，离心率为0.244。